# 죽림온천역
죽림온천역(Jungnimoncheon station, 竹林溫泉驛)은 전북특별자치도 완주군 상관면에 위치한 전라선의 철도역이다. 1929년 6월 16일 영업을 개시해, 1999년 5월 1일 전라선 복선화 공사 1단계 구간 개통으로 현재 위치로 역사를 이설했다. 인근에 위치한 죽림온천의 수요를 대비해 역 구조물을 거대하게 지었으나, 이용객이 저조해 2006년 11월 1일부터는 어떠한 여객열차도 정차하지 않는다.

## 역사
- 1929년 6월 16일 : 전라북도 전주군 상관면 용암리 476번지[1]에서 죽림역(竹林驛)으로 영업 개시 (등급:배치간이역)
- 1931년 10월 1일 : 역명을 남관역(南關驛)으로 변경과 동시에 보통역으로 승격
- 1977년 5월 16일 : 여객 취급 중지, 화물 취급 중지, 신호장 격하[2]
- 1986년 1월 15일 : 역원배치 신호장(관리역 : 신리역)으로 승급
- 1997년 11월 18일 : 현 역사 준공
- 1999년 5월 1일 : 역명을 죽림온천역(竹林溫泉驛)으로 변경함과 동시에 전라선 이설 완료로 인해 역사 이전
- 2004년 12월 10일 : 무배치간이역으로 격하 및 철도승차권 단말기 철거[3]
- 2006년 11월 1일 : 여객취급 중지
- 2025년 1월1일: 여객취급 재개
- 2025년 5월7일: 사무관역으로 승격

## 특징
- 전라선 직선화 이전 남관역이라는 이름으로 있던 시기에는 여수역 방향으로 열차가 가려면 슬치고개를 넘어야 했는데, 이 고개의 경사도가 극심하여 증기 기관차로는 쉽게 넘어가기 어려웠다. 그래서 남관역에서 모든 열차가 잠시 정차하여 증기의 압력을 최대로 높이고 올라갔고, 여수방향 관촌역에서 급경사의 슬치재를 내려오던 기차에 제동이 걸리지 않는 등의 이상 상황이 발생할 경우를 대비하여 남관역 전에서 인근 산으로 향하는 오르막 분기선을 만들어 안전을 확보하는 전라선 유일의 피난선을 분기시켜 놓았다고 한다.
- 남관역은 현재 승강장 구조물만 미세하게 남아 있다.
- 피난선의 흔적도 엿볼 수 있다.